# Arrianismo

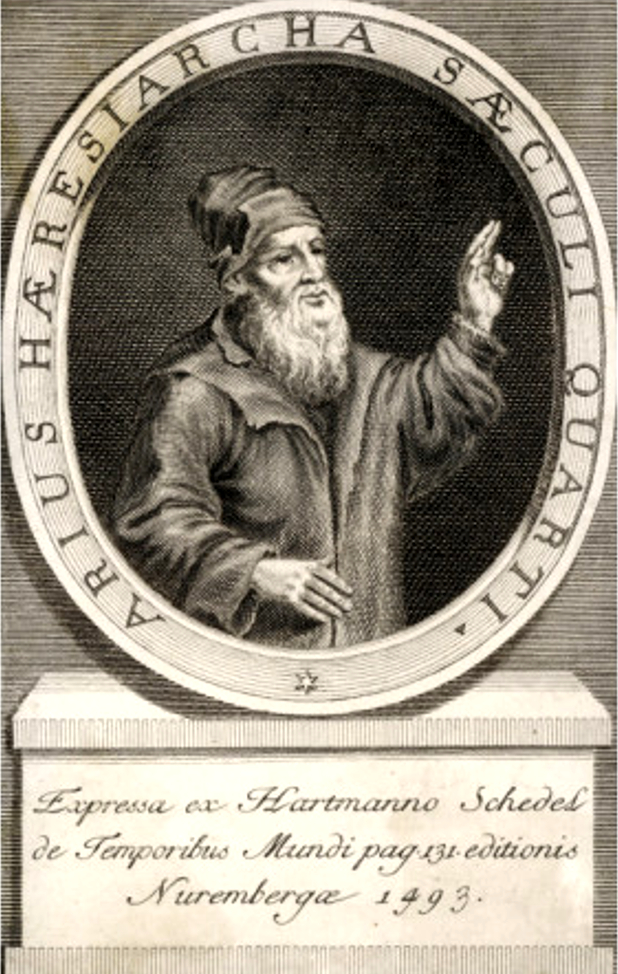
Grabado de Arrio argumentando la supremacía de Dios Padre, y que el Hijo tuvo un comienzo, al haber tenido un verdadero nacimiento.

El arrianismo (griego: Ἀρειανισμός, Areianismós) es una doctrina cristológica de carácter unitario atribuida al presbítero y teólogo de origen alejandrino Arrio (ca. 256-336). Sostiene que Jesucristo es el Hijo de Dios, procedente del Padre, pero no eterno, sino engendrado por el Padre antes que Dios creara el tiempo. De esta manera, Jesús no sería coeterno con Dios Padre, si bien habría empezado a existir fuera del tiempo, en tanto el tiempo se aplica solamente a las creaciones de Dios. Hay que destacar que los arrianos no se denominaban a sí mismos de esta manera, y se trata de un término empleado por los autodenominados ortodoxos.
Una forma extrema de esta doctrina es la propuesta por Aecio y su discípulo Eunomio, el llamado heterousianismo, en la que se sostenía la total disimilitud entre el Hijo y el Padre. El arrianismo sostiene que el Hijo es distinto del Padre y por tanto subordinado a este. La naturaleza de las enseñanzas de Arrio y sus seguidores se oponían fuertemente a las doctrinas teológicas homoousianistas con respecto a la naturaleza de la Santísima Trinidad y la naturaleza de Cristo.
El arrianismo tuvo una importante difusión en el Imperio romano de Occidente, estando protegido por algunos emperadores, y entre algunos de los pueblos germánicos que lo invadieron en el siglo V. En los reinos romano-germánicos la adopción del arrianismo por parte de los germanos marcó la principal diferencia entre estos y los romanos.
Existió una gran controversia entre las interpretaciones homoousianistas y arrianas de la divinidad de Jesús, basada en la ortodoxia teológica de la época, una trinitaria y la otra derivada de la ortodoxia trinitaria, y las dos interpretaciones intentaron resolver sus respectivos dilemas teológicos. La perspectiva homoosuianista (o consubstancialista) fue afirmada formalmente por los dos primeros concilios ecuménicos. Desde entonces, el arrianismo ha sido condenado como «la herejía o secta de Arrio». Como tal, todas las ramas del cristianismo dominante consideran actualmente al arrianismo como heterodoxo y herético. Las doctrinas homoousianistas fueron defendidas vigorosamente por el patriarca Atanasio de Alejandría, quien insistía en que Jesús, el Hijo de Dios, era «igual en esencia» a Dios Padre. Arrio, en cambio, afirmaba que «Si el Padre engendró al Hijo, entonces el engendrado tuvo un comienzo de existencia, y como se sigue de esto hubo un tiempo en que el Hijo no fue».
La cristología arriana sostiene que el Hijo de Dios no existió siempre, sino que fue engendrado por Dios Padre antes del tiempo. Esta creencia se basa en varios textos bíblicos, pero especialmente en un párrafo del Evangelio según san Juan donde Jesús declara:

Habéis escuchado que os he dicho: «Me voy y vuelvo a vosotros». Si me amarais os alegraríais de que vaya al Padre, porque el Padre es mayor que yo.
Evangelio según san Juan 14:28 (Versión Biblia de Navarra)

El Primer Concilio de Nicea de 325 consideró que las doctrinas arrianas eran heréticas, en tanto que el Primer Sínodo de Tiro, en 335, exoneró a Arrio. Tras su muerte, fue anatemizado de nuevo y declarado herético otra vez en el Primer Concilio de Constantinopla de 381. Los emperadores romanos Constancio II (337-361) y Valente (364-378) fueron arrianos o cercanos al arrianismo.
Según Everett Ferguson, «La inmensa mayoría de cristianos no tenían opiniones claras sobre la naturaleza de la Trinidad y no entendían lo que estaba en juego en los asuntos que rodeaban esto».
El término arrianismo se usa también para referirse a otros sistemas teológicos no trinitarios del siglo IV, que consideraban a Jesucristo —el Hijo de Dios, el Logos— como una criatura engendrada de una sustancia similar pero no idéntica a la del Padre o como ni creado ni no creado en sentido en que otros seres son creados (p. ej., el semiarrianismo antes mencionado).

## Comienzos
En algunos grupos de los primeros cristianos se enseñaba que Cristo había preexistido como Hijo de Dios desde antes de su encarnación en Jesús de Nazaret, y que había descendido a la Tierra para redimir a los seres humanos.
Arrio creía que Dios Padre y Dios Hijo no habían existido juntos desde siempre, sino que el Logos era un ser divino creado por Dios Padre antes que el mundo y que estaba subordinado al Padre. Arrio y sus seguidores apelaban al ya mencionado texto del Evangelio de Juan y además a Proverbios, donde la Sabiduría Divina (identificada entonces con el Logos, es decir, con Jesucristo) proclama:

El Señor me creó al principio de su obra, antes de que él comenzara a crearlo todo.
Proverbios 8:22 (Versión Dios habla hoy, 1996)

Arrio había sido discípulo de Luciano de Antioquía en su academia de Antioquía y heredó de él una versión modificada de las enseñanzas de Pablo de Samosata. Después de la conversión de Constantino I y en vista del áspero cariz que tomaban las disputas teológicas, se convocó al Concilio de Nicea, el cual adoptó una solución general a esta controversia. La gran mayoría apoyaba las doctrinas trinitarias, que pasaron a considerarse la ortodoxia (es decir, la forma correcta de entender la fe cristiana), y la posición arriana quedó en minoría y fue declarada heterodoxa o herética.
La controversia acerca del arrianismo se desarrolló durante todo el siglo IV. Involucró a muchos miembros de la Iglesia: simples creyentes, sacerdotes, monjes, obispos, emperadores y miembros de la familia imperial romana. Los emperadores romanos Constancio II y Valente se convirtieron en arrianos o semiarrianos. También se hicieron arrianos los godos, vándalos y lombardos. La profunda controversia en el seno de la Iglesia durante este periodo podría no haberse materializado sin la significativa influencia histórica de las doctrinas arrianas. De los trescientos obispos que acudieron al Primer Concilio de Nicea, solo dos no firmaron el Credo Niceno, que condenaba el arrianismo. Según algunos estudiosos, esta mayoría obedecía a la pena de exilio impuesta por Constantino a quienes rehusaran firmar el acuerdo alcanzado en Nicea. Sin embargo, se ha señalado que dicha suposición es gratuita, dado que en las fuentes posteriores no aparece ningún indicio de imposición en los escritos de los participantes del mismo; más aún, hay evidencia de que los obispos presentes en el mencionado concilio fueron presionados de una u otra manera por Constantino I para reintegrar a Arrio y a otros miembros de su partido en los puestos eclesiásticos que ejercían previamente. Entre ellos se encontraba Atanasio, a quien por oponerse a la medida imperial se le exilia forzadamente de su sede en Alejandría; posteriormente, es encarcelado y exiliado por el emperador Constancio II, quien decidió apoyar de forma activa a los arrianos, aún sin compartir la totalidad de su doctrina. 
Constantino promulgó un edicto contra el arrianismo que dispone lo siguiente:

Además, si se encuentra algún escrito sobre Arrio, podría ser arrojado al fuego, por lo que no solo se borra la maldad de su enseñanza, sino que no quedará nada para recordarlo. Y por esto hago una orden pública de que si se descubriese que alguien esconde un escrito redactado por Arrio, y no lo lleva inmediatamente a su destrucción por fuego, la pena será la muerte. Tan pronto como se descubra su ofensa, él podría ser sometido a castigo capital.
Edicto del emperador Constantino contra los arrianos.

La vigencia del mencionado Edicto tuvo corto vigor en su aplicación; si bien Arrio fue desterrado a Ilírico junto con dos prelados afines suyos, Theonas de Marmarica y Segundo de Ptolemaida, y sus libros fueron quemados, pasados tres meses, el emperador suavizó las sanciones impuestas a los seguidores de Arrio en lo referente a sus escritos y libros, probablemente por encontrarse interesado en la tendencia arriana de su hasta ese momento exconsejero y también exiliado Eusebio, y en el año 328 pidió a los obispos de la región de Egipto, en especial a Atanasio de Alejandría, que reconsiderasen la condena de los mismos y se les devolviese a los cargos eclesiales que ocupaban antes del concilio. La respuesta de los mismos fue unánime en el rechazo hacia el emperador, siendo el propio obispo tajante al exigir que se respetara lo estipulado en Nicea sobre el tema. Sin embargo, Constantino forzó a través de la vía judicial que Arrio volviera del exilio y lo impuso de nuevo en la diócesis contra la voluntad de Atanasio, que continuó firme en su negativa a aceptarle de nuevo. Dicho desafío fue recibido por el emperador como una amenaza a su imperio y, persuadido de nuevo por el obispo Eusebio, buscó formas para condenarlo al exilio; sin embargo, Atanasio logró escapar y huir a Constantinopla. El tira y afloja de Constantino en su postura con arrianos y ortodoxos es inconsistente. Se convocó un concilio en el año 336 en Jerusalén, donde Arrio y los suyos fueron rehabilitados en sus puestos. Arrio falleció camino de Constantinopla ese mismo año, y el propio emperador murió un año más tarde, en 337. Mientras, Atanasio se encontraba entre el exilio y la reinstalación en su sede de Alejandría, hasta que el joven emperador Constantino II le permitió volver a Egipto de forma permanente. Con dicha acción también pretendía poner en apuros a su hermano Constancio II, gobernador del Imperio Oriental y partidario del arrianismo.
El arrianismo continuó existiendo durante varias décadas, aunque el aparente resurgimiento del arrianismo después de Nicea fue, más bien, una reacción antinicena explotada por los simpatizantes de los arrianos que algo propiamente arriano. A finales del siglo IV, se había erradicado todo resto de arrianismo en el seno de la jerarquía oficial de la iglesia romana, que era trinitaria. En la Europa Occidental, el arrianismo, que había sido predicado por Ulfilas, un misionero arriano, entre las tribus germánicas, era dominante entre godos y vándalos y, más tarde, fue significativo entre los lombardos; pero dejó de ser una creencia mayoritaria en estas tribus en el siglo VIII, a medida que los reyes de esos pueblos fueron adoptando gradualmente el catolicismo. Este proceso empezó con Clodoveo I, rey de los francos en 496, si bien él no era arriano, sino pagano; siguió con Recaredo I, rey de los visigodos, en 587 y culminó con Ariberto I, rey de los lombardos, en 653. El reino suevo de Galicia abandonó el arrianismo con el rey Carriarico, hacia 550-570.

## Creencias
La reconstrucción de lo que realmente dijo Arrio y por qué lo dijo es una gran tarea, porque ha sobrevivido muy poco de su propio trabajo, con la salvedad de las citas hechas con propósitos polémicos por sus oponentes, y también porque no se sabe a ciencia cierta qué teorías teológicas y filosóficas habían conformado su sistema de creencias.
Los arrianos no creían en la doctrina tradicional de la Trinidad, que sostiene que Dios Padre, Jesús y el Espíritu Santo son un único ser.
La carta de Auxentius de Durostorum sobre el misionero arriano Ulfilas da una imagen clara de las creencias arrianas. Ulfilas fue ordenado obispo por el arriano Eusebio de Nicomedia y regresó a su pueblo para actuar como misionero. Ulfilas creía que Dios Padre (el Dios Sin Comienzo, el Dios Todopoderoso) siempre había existido y era el único Dios verdadero (Evangelio de Juan 17:3). Así mismo, creía que el Hijo de Dios, Jesucristo (Dios "unigénito", Evangelio de Juan 1:18; Dios Poderoso, Libro del profeta Isaías 9:6) empezó después de que el tiempo empezase (Proverbios 8:22-29; Libro de las revelaciones 3:14, Epístola a los colosenses 1:15), y quien es Señor/Guía (Primera epístola a los corintios 8:6). El Espíritu Santo (el poder iluminador y santificador) tampoco es Señor/Guía. El capítulo 8, versículo 6, de la Primera epístola a los corintios 8:6 dice:

[...] para nosotros existe un solo Dios, el Padre, que es principio de todo y fin nuestro y existe un solo señor, Jesucristo, por quien todo existe y también nosotros.
Primera epístola a los corintios 8:6. Escrita por san Pablo de Tarso a la comunidad cristiana de Corinto. Siglo I.

En una carta a Auxentius, Ulfilas resume así sus creencias:

Yo, Ulfilas, obispo y confesor, he creído siempre, y en esto, en la única fe verdadera, hago el camino hacia mi Señor: creo solo en un Dios Padre, el que no tiene comienzo y es invisible, y en su unigénito hijo, nuestro Señor/Guía y Dios, el diseñador y el hacedor de toda la creación, no habiendo otro como él. Por lo tanto, hay un Dios de todos, que también es Dios de nuestro Dios; y hay un Espíritu Santo, el poder iluminador y santificador, como dijo Cristo después de la resurrección a sus apóstoles: "Yo les enviaré lo que el Padre prometió, por eso quédense en esta ciudad hasta que sean revestidos con la fuerza que viene desde el cielo" (Evangelio de Lucas 24:49) y también dijo: "Pero recibirán la fuerza del Espíritu Santo que vendrá sobre ustedes [y serán testigos míos en Jerusalén, Judea y Samaria y hasta el confín del mundo]" (Hechos de los apóstoles 1:8). Ni Dios ni Señor/Guía, sino fiel ministro de la fe de Cristo; no igual, pero sujeto a obediencia en todo al Hijo. Y creo que el Hijo está sujeto y es obediente en todo a Dios Padre.

Arrio escribió una carta a Eusebio de Nicomedia que decía:

Algunos de ellos dicen que el Hijo es una erupción, otros que es una producción, otros que no tiene comienzo. Estos son impíos a los que no podemos escuchar, aunque los herejes nos amenacen con un millar de muertes. Nosotros decimos y creemos y tenemos que aprender, y que enseñar, que el Hijo no fue sin comienzo, ni ninguna parte suya fue sin comienzo, y que su subsistencia no depende de nada; sino que es por su propia voluntad y consejo por lo que ha subsistido antes del tiempo y antes de las eras tan perfecto como Dios, solo empezado e incanjeable, y que antes de ser empezado, o creado, o propuesto, o establecido, él no estaba. Porque él no carece de comienzo. Nosotros somos perseguidos porque decimos que el Hijo tiene un comienzo pero que Dios no tiene comienzo.

## El Primer Concilio de Nicea y sus consecuencias
En el año 321, Arrio fue denunciado por un sínodo en Alejandría por enseñar un punto de vista heterodoxo sobre la relación entre Jesús y Dios Padre. Como Arrio y sus seguidores habían tenido una gran influencia en las academias de Alejandría (el antecedente de las modernas universidades y seminarios), sus opiniones teológicas se habían divulgado mucho, sobre todo en el Mediterráneo Oriental.
En torno a 325, la controversia se había vuelto lo suficientemente significativa y el emperador Constantino I convocó una asamblea de obispos, el Primer Concilio de Nicea, que condenó la doctrina de Arrio y formuló el credo de Nicea original. 
El término central del credo de Nicea, usado para describir la relación entre el Padre y el Hijo, es el homousismo (ὁμοούσιος), o consustancialidad, que significa "de la misma sustancia" o "un mismo ser". El Credo de Atanasio es usado menos habitualmente, pero es más abiertamente antiarriano en lo que respecta a la Santísima Trinidad.
El foco del Concilio de Nicea fue la naturaleza del Hijo de Dios y su relación precisa con Dios Padre (véase la obra de Pablo de Samosata y los sínodos de Antioquía). Arrio enseñó que Cristo era divino/sagrado y que fue enviado a la Tierra para la salvación de la humanidad, pero que Jesucristo no era igual a Dios Padre (el infinito) en el escalafón y que Dios Padre y el Hijo de Dios no eran iguales al Espíritu Santo (que sería el poder de Dios Padre). En el arrianismo, Cristo no era consustancial con Dios Padre porque, aunque tanto el Padre como el Hijo habrían sido una esencia, no eran la misma esencia ni el mismo ser (véase homousismo). Dios Padre es una deidad y es divino y el Hijo de Dios no sería una deidad, pero sí sería divino ("Yo, el Señor, soy el único Dios." Libro del profeta Isaías 46:9). Dios Padre envió a Jesús a la tierra para la salvación de la humanidad (Evangelio de Juan 17:3). Ousia significa "esencia" o "ser" en la cristiandad oriental, y es un aspecto de Dios que es completamente incomprensible para la percepción humana. Es todo lo que subsiste por sí mismo y que no tiene su ser en otro. Para los homousios, el Dios Padre, el Hijo de Dios y el Espíritu Santo son seres no creados. Juan Damasceno escribió:

Dios no es originado, es interminable, eterno, constante, no ha sido creado, es inmutable, inalterable, simple, no complejo, incorpóreo, invisible, intangible, indescriptible, sin límites, inaccesible a la mente, incontenible, incomprensible, bueno, justo, el Creador de todas las criaturas, el Todopoderoso Pantocrátor.

De acuerdo con la enseñanza de Arrio, el Logos preexistente que se encarnó en Jesucristo fue un ser creado; solo el Hijo fue directamente creado y empezado por Dios Padre, antes de las eras, pero era una esencia o sustancia distinta, aunque similar, de la del Creador. Sus oponentes argumentaban que esto podría hacer parecer a Jesús menor que Dios y esto era herético. Gran parte de la distinción entre las distintas facciones versaba sobre la frase que Cristo dijo en el Nuevo Testamento para expresar la sumisión al Dios Padre. El término teológico para esta sumisión es kenosis. Este concilio ecuménico declaró que Jesucristo era una forma de Dios en existencia o en realidad (hypostasis), palabra que los latinos tradujeron como "persona". Jesús era Dios en esencia, ser y/no natural (ousia), que los latinos tradujeron como sustancia.
Se cree que Constantino exilió a todos aquellos que rehusaron aceptar el credo de Nicea (Arrio, el diácono Euzoios y los obispos libios Theonas de Marmarica y Secundus de Ptolemais) y también a los obispos que subscribieron el Credo pero que rehusaron unirse a la condena a Arrio (Eusebio de Nicomedia y Teognis de Nicea). El emperador también ordenó la quema de todas las copias del libro Talía, en el que Arrio había expresado sus tesis. No obstante, no hay evidencias de que su hijo y sucesor, Constancio II, que era arriano, fuese exiliado.
Aunque se le ordenó mantener lo que la Iglesia había definido en Nicea, Constantino también quiso que reinase la paz en la situación y, con el tiempo, se hizo más indulgente con aquellos condenados al exilio en el concilio. Primero permitió regresar a Eusebio de Nicomedia, que era un protegido de su hermana, y a Teognis, una vez que firmaron una declaración algo ambigua de fe. Ambos, y otros amigos de Arrio, se afanaron porque se levantaran las prohibiciones de Arrio. En el Primer Sínodo de Tiro, en el año 335, esgrimieron acusaciones contra Atanasio, obispo de Alejandría, y principal oponente de Arrio; después de esto, Constantino desterró a Atanasio y lo consideró como alguien que impedía la reconciliación. Ese mismo año, el Sínodo de Jerusalén, bajo la dirección de Constantino, readmitió la comunión de Arrio en 336. No obstante, Arrio murió en Constantinopla de camino a este evento. Algunos académicos sugieren que Arrio podría haber sido envenenado por sus oponentes. Eusebio y Teognis conservaron el favor del emperador, y cuando Constantino, que había sido catequizado durante su vida adulta, aceptó el bautismo al final de su vida, este le fue administrado por Eusebio de Nicomedia.
Según Atanasio de Alejandría, opuesto a Arrio, estas son algunas de las enseñanzas arrianas, citadas en su obra Discurso contra los arrianos:

Dios no siempre fue Padre, sino que "hubo un tiempo en que Dios estaba solo y aún no era Padre, pero después se convirtió en Padre." "El Hijo no existió siempre;" pues, así como todas las cosas se hicieron de la nada, y todas las criaturas y obras existentes fueron hechas, también la Palabra de Dios misma fue "hecha de la nada" y "hubo un tiempo en que no existió" y "Él no existió antes de su origen", sino que Él y otros "tuvieron un origen de creación". Pues Dios, dice, "estaba solo, y la Palabra aún no era, ni tampoco la Sabiduría. Entonces, al desear darnos forma, Él hizo a cierto ser y lo llamó Palabra, Sabiduría e Hijo, para que pudiera darnos forma por medio de Él.

## Corrientes arrianas: debates teológicos
El Concilio de Nicea no terminó con la controversia, ya que muchos obispos de las provincias orientales discutían el homousismo, el término central del credo niceno.
El hijo de Constantino I (fallecido en 337), Constancio II, que se había convertido en emperador de la parte oriental del Imperio romano, animó a los arrianos y revocó el Credo niceno. Su consejero en estos asuntos fue Eusebio de Nicomedia, que había sido del partido arriano en el Concilio de Nicea, y que también había sido ordenado obispo de Constantinopla. Constancio II usó su poder para exiliar a los obispos adheridos al credo niceno, sobre todo a Atanasio de Alejandría, que se marchó a Roma. Tras el asesinato de su hermano Constante en 350 y después de haber derrotado al «usurpador» Magnencio en 353 Constancio II se convirtió en el único emperador y extendió su política a las provincias occidentales, usando a menudo la fuerza para presionar a los creyentes, y exiliando al obispo de Roma Liberio para instalar en su lugar a Félix II.
Como los debates hacían estragos a la hora de adoptar una nueva fórmula, surgieron tres grupos entre los oponentes al credo niceno. El primero propugnaba el término "homoiousios" (similar en substancia) en lugar del "homooúsios" (igual en substancia) niceno, y, al mismo tiempo, aceptaba la igualdad y el carácter coeterno de las personas de la Trinidad. El segundo grupo, cuya posición sería conocida como semiarrianismo, describía al Hijo como un ser similar al Padre (homoíos). El tercer grupo hablaba explícitamente de Arrio y describía al Hijo como diferente (anomoios) al Padre.
| Corrientes del arrianismo (siglo IV d. C.) | Corrientes del arrianismo (siglo IV d. C.) | Corrientes del arrianismo (siglo IV d. C.) | Corrientes del arrianismo (siglo IV d. C.)                                                                              | Corrientes del arrianismo (siglo IV d. C.)                                                                                               | Corrientes del arrianismo (siglo IV d. C.) |
| Nombre                                     | Carácter                                   | Definición doctrinal | Principales representantes                                                                                              | |                                            |
| ------------------------------------------ | ------------------------------------------ | --- | --- | --- | ------------------------------------------ |
| Homoiousianos (u homeusianos)              | Moderados (semiarrianismo)                 | El Dios Hijo (el Logos) es de una substancia semejante (homoioúsios) al Padre                                                                                        | Basilio de Ancira, Jorge de Laodicea                                                                                    | Acercamiento a la posición de los nicenos que defienden que el Padre y el Hijo son de la misma substancia (homooúsios)                   |                                            |
| Homeos                                     | Moderados                                  | El Hijo es semejante (homoíos) al Padre, pero no en la substancia.                                                                                                   | Acacio de Cesarea, Ursacio de Singidunum, Valente de Mursa                                                              | Posición intermedia entre los homoiousianos y los anomeos (o heterousianos). Contaron con el apoyo decisivo del emperador Constancio II. |                                            |
| Anomeos o Heterousianos                    | Radicales                                  | El Hijo, en cuanto a la esencia, es completamente desigual (anomoios) del Padre. (Subordinacionismo radical: el Hijo en posición de inferioridad respecto del Padre) | Aecio de Antioquía, Eunomio (eumoneísmo), Marcelo de Ancira, Foción de Sirmio. Eusebio de Nicomedia (Subordinacionismo) | Llevan a su extremo las tesis de Arrio                                                                                                   |                                            |

El debate entre estos grupos produjo numerosos sínodos, entre los que se cuentan el Concilio de Sárdica en 343, el Concilio de Sirmio en 358 y el doble Concilio de Rímini y Seleucia de 359, y no menos de catorce formas de credos entre los años 340 y 360, lo que llevó al pagano Amiano Marcelino a comentar sarcásticamente: "Los caminos están llenos de obispos galopando". Ninguno de estos intentos fue aceptable para los que defendían la ortodoxia nicea: escribiendo sobre posteriores concilios, san Jerónimo señaló que el mundo "se despertó con un llanto cuando se descubrió arriano".
Después de la muerte de Constancio II en 361, su sucesor, Juliano, un devoto de los dioses paganos de Roma, declaró que él no se plegaría a ninguna facción de la Iglesia, y permitió a todos los obispos exiliados que regresaran; esto provocó un aumento de las disensiones entre los cristianos. El emperador Valente, no obstante, recuperó la política de Constancio y apoyó al partido "homoiano", exiliando a los obispos y empleando la fuerza contra los opositores. Durante su persecución, se exiliaron muchos obispos a los extremos más lejanos del Imperio (por ejemplo, el exilio de Hilario de Poitiers a las provincias orientales)
Estos contactos y la difícil situación común dieron lugar a un acercamiento entre los partidarios occidentales del credo de Nicea y los "homousios" del este semiarrianos.
Epifanio de Salamina etiquetó al partido de Basilio de Ancira en  358 como "semiarriano". Esto ha sido considerado inapropiado por el historiador J. N. D. Kelly, que argumenta que algunos miembros de ese grupo eran prácticamente ortodoxos desde el principio pero que no les gustaba el adjetivo "homousio", mientras que otros se movieron hacia esa dirección después, con la llegada de los arrianos.

## Teodosio I y el Concilio de Constantinopla
No fue hasta el correinado de Graciano y Teodosio I cuando el arrianismo desapareció de entre las clases dirigentes y las élites del Imperio romano de Oriente. La esposa de Teodosio, Elia Flacila, fue una herramienta en la campaña para acabar con el arrianismo. Valente murió en la batalla de Adrianópolis de 378 y fue sucedido por Teodosio I, que se adhirió al credo de Nicea. Esto permitió que se avivase la disputa.
Dos días después de que Teodosio llegase a Constantinopla, el 24 de noviembre de 380, expulsó al obispo homiousio y puso a las iglesias de esa ciudad bajo el gobierno de Gregorio Nacianceno, que era el líder de la pequeña comunidad nicea de allí. Este acto provocó una revuelta. Teodosio había sido bautizado por el obispo Acholius de Tesalónica, durante una grave enfermedad, como era habitual en los comienzos del mundo cristiano. En febrero, él y Graciano publicaron un edicto que decía que todos sus súbditos debían profesar la fe de los obispos de Roma y de Alejandría (el credo niceo), o serían apresados para ser castigados.
Aunque buena parte de la jerarquía de la Iglesia oriental se oponía, Teodosio consiguió la unidad en las bases del credo niceo. En 381, en el Primer Concilio de Constantinopla, un grupo conformado sobre todo por obispos del este se reunió en una asamblea y pactaron aceptar el credo de Nicea de 325 con algunos elementos propios, lo que fue conocido como el credo de Nicea-Constantinopla de 381. Entre esos elementos nuevos había algunos comentarios en relación con el Espíritu Santo. Generalmente, esto se considera el fin de la disputa sobre la Trinidad y el fin del arrianismo en el Imperio Romano y entre los pueblos cristianos no germánicos.

## Difusión posterior del arrianismo
Ulfilas, obispo y misionero, propagó el arrianismo entre los pueblos germánicos, particularmente los visigodos, vándalos, burgundios y ostrogodos. Después del Concilio de Constantinopla del año 381, el arrianismo fue definitivamente condenado y considerado como herejía en el mundo católico. Sin embargo, el arrianismo se mantuvo como religión de algunos pueblos germánicos hasta el siglo VI, cuando Recaredo I, rey de los visigodos, se bautizó como católico en el año 587 e impuso el catolicismo como religión oficial de su reino dos años después con la lucha y oposición de los visigodos arrianos, tras el III Concilio de Toledo (589). En Italia, las convicciones arrianas en el reino longobardo persistieron hasta muy avanzado el siglo VII, y el rey lombardo Grimoaldo (662-671) puede considerarse como el último monarca arriano del reino y, por ende, de Europa.

## El arrianismo en la actualidad
Los socinianos, una denominación nacida luego de la Reforma protestante en Polonia, no creen en el aspecto divino de Jesús, por lo que en alguna medida podrían ser considerados herederos del arrianismo.
Teologías actuales surgidas en la Iglesia católica son acusadas de reproducir esquemas arrianos, con una presentación no cristológica de Jesús. En 2007, Demetrio Fernández ―entonces obispo de Tarazona y hoy obispo de Córdoba― acusó al teólogo José Antonio Pagola por lo expuesto en su libro Jesús, aproximación histórica (PPC, 2007).
Esta «herejía» (desde el punto de vista católico) sigue en la mente de algunos miembros de la Iglesia: por lo general, se cree que determinadas nuevas eclesiologías combinan la teología liberacionista con el nuevo arrianismo científico, surgido de determinadas corrientes historicistas en la investigación bíblica. No obstante, la doctrina oficial de la Iglesia es concluyente al declarar el arrianismo como herejía en el Primer Concilio de Nicea (325), inicialmente, y desde el Primer Concilio de Constantinopla (381) de forma definitiva.
Una iglesia inglesa moderna, llamada Sagrada y Apostólica Iglesia del Catolicismo Arriano (The Holy Catholic and Apostolic Church of Arian Catholicism), dice seguir las enseñanzas de Arrio y lo canonizó el 16 de junio de 2006. Su doctrina dice que solo el Padre es el Dios absoluto y que Jesús tuvo un comienzo, en la carne, y que está subordinado al Padre. Enseñan también que Jesucristo era el mesías redentor sin pecado, aunque no aceptan el nacimiento virginal de Jesús, la resurrección del cuerpo de Jesucristo, la divinidad o la adoración de Jesús ni la infalibilidad de Jesús, lo que los sitúa en una posición opuesta al propio Arrio, que sí aceptaba todo eso, con excepción del nivel de divinidad de Cristo. Las enseñanzas de esa iglesia arriana están más alineadas con el socinianismo que con el auténtico arrianismo. 
Aunque, según el propio Arrio, Cristo existía antes de María, esa iglesia arriana cree que no. Dicha iglesia cree que Jesús era el hijo natural de José y María y que el Espíritu Santo supervisó la concepción, y también enseñan que la resurrección de Cristo no fue en la carne, sino que fue espiritual. De hecho, su credo "católico arrio" es una creación moderna, no una fe antigua.

## Otros usos del concepto
Teólogos, autoridades religiosas, teleevangelistas y religiosos, en su mayoría vinculados a corrientes cristianas, especialmente con el pentecostalismo, movimientos marianistas, movimientos evangélicos carismáticos, movimientos evangélicos vinculados a la teología de la prosperidad, sectores radicales y conservadores de la Iglesia católica, y corrientes ortodoxas como la iglesia ortodoxa rusa, de manera descontextualizada han utilizado el concepto de Arrianismo para describir las prácticas y doctrinas de los testigos de Jehová , y para describir las posiciones en particular respecto de la Traducción del Nuevo Mundo.    La utilización descontextualizada del concepto de Arrianismo en el marco de las perspectivas e interpretaciones sobre los puntos de vista teológicos de los Testigos de Jehová han motivado situaciones de intolerancia religiosa y situaciones de terrorismo de Estado y persecución religiosa en diversos países durante los siglos XX y XXI en el contexto de regímenes de facto y regímenes bajo el estado confesional, como en el caso de los países sudamericanos en el contexto de las dictaduras militares de las décadas de 1970 a 1980.    En la actualidad, las doctrinas e interpretaciones de los testigos de Jehová sobre la materia consideran a Dios como omnisciente y como omnipresente y a Jesús como hijo de dios, pero no un dios igual a Dios Padre .
Los miembros de la Iglesia de Jesucristo de los Santos de los Últimos Días (Iglesia SUD) creen en la doctrina de la Trinidad pero sin embargo han sido acusados a veces de ser arrianos por sus detractores. No obstante, su cristología difiere en varios aspectos de la teología arriana.[cita requerida]